# A gritos y susurros
A gritos y susurros es el nombre del segundo CD del grupo Desorden lanzado en 2007 y grabado en el estudio Asociación Cultural Llar de Sores y mezclado en los estudios Xúquer de Valencia en marzo de 2007.

## Canciones
| N.º | Título               | Duración |  |
| 1.  | «Cada día»           |          |  |
| 2.  | «El cuarto oscuro»   |          |  |
| 3.  | «Soy un accidente»   |          |  |
| 4.  | «Heridos de rábia»   |          |  |
| 5.  | «Revolución»         |          |  |
| 6.  | «Mis pocos aciertos» |          |  |
| 7.  | «Sediento»           |          |  |
| 8.  | «No hay solución»    |          |  |
| 9.  | «Sádico»             |          |  |
| 10. | «Un trozo de ti»     |          |  |
| 11. | «Tu cuerpo»          |          |  |
| 12. | «Mientras tanto»     |          |  |

## Curiosidades
- La mezcla del disco fue llevada a cabo por Rafa Coronas y Carlos San Miguel en Valencia.

- Datos: Q5654297